# Carlo Günther di Schwarzburg-Rudolstadt
Carlo Günther di Schwarzburg-Rudolstadt (6 novembre 1576 – Kranichfeld, 24 settembre 1630) è stato un nobiluomo tedesco.
Fu il regnante conte di Schwarzburg-Rudolstadt dal 1605 al 1612 e successivamente il regnante conte di Hohenstein, signore di Rudolstadt, Leutenberg, Blankenburg, Sondershausen e Arnstadt dal 1612 fino alla sua morte.

## Biografia
Carlo Günther era figlio del Conte Alberto VII di Schwarzburg-Rudolstadt (1537-1605) e di sua moglie, Giuliana di Nassau-Dillenburg (1546-1588). Suoi fratelli furono Luigi Günther e Alberto Günther.
Dopo una prima educazione con il proprio tutore, il Conte Carlo Günther si iscrisse nel 1593, a 17 anni, all'Università di Jena. Qui rimase sino al 1596 cambiando nel semestre estivo del 1597 ed optando per l'Università di Lipsia. Nel 1598 si recò all'accademia di Strasburgo e qui probabilmente rimase sino al 1600. Tra i suoi insegnanti ebbe Melchior Junius che lo ricordò nelle proprie Orationes come un pupillo stranamente industrioso e capace.
Alla morte del padre, nel 1605, Carlo Günther divenne il suo successore, pur rimanendo alcuni anni in reggenza. Nel 1610 dovette accettare lo smembramento dei possedimenti paterni, parzialmente divisi con i propri fratelli minori.
Nel 1609 fece costruire una scuola a Rudolstadt che venne inaugurata a compimento dei lavori, nel 1611.
Il 13 giugno 1613 Carlo Günther sposò Anna Sofia, figlia del Principe Gioacchino Ernesto di Anhalt. Assieme alla moglie fu uno dei più grandi sostenitori di Wolfgang Ratke.
Nel 1619 (probabilmente il 5 settembre) venne accettato dal Principe Luigi I di Anhalt-Köthen come membro della Società dei Carpofori, dove occupò il posto assegnatogli n.23.
All'età di 54 Carlo Günther morì, il 24 settembre 1630, senza aver avuto discendenti, e la sua eredità passò al fratello Luigi Günther.

## Ascendenza
|                                         |                                  |                                           | Genitori                               |  |  | Nonni                     |  |  | Bisnonni                               |  |
|                                         |                                  |                                           |                                        |  |  | Günther XL di Schwarzburg |  |  | Enrico XXXI di Schwarzburg-Blankenburg |  |
|                                         |                                  |                                           |                                        |  |  | Günther XL di Schwarzburg |  |  | Enrico XXXI di Schwarzburg-Blankenburg |  |
|                                         |                                  | Maddalena di Hohenstein                   |                                        |  |  | Günther XL di Schwarzburg |  |  |                                        |  |
| Alberto VII di Schwarzburg-Rudolstadt   |                                  |                                           |                                        |  |  | Günther XL di Schwarzburg |  |  |                                        |  |
|                                         |                                  | Elisabetta di Isenburg-Büdingen-Ronneburg | Filippo di Isenburg-Büdingen-Ronneburg |  |  |                           |  |  |                                        |  |
|                                         |                                  | Elisabetta di Isenburg-Büdingen-Ronneburg | Filippo di Isenburg-Büdingen-Ronneburg |  |  |                           |  |  |                                        |  |
|                                         |                                  | Elisabetta di Isenburg-Büdingen-Ronneburg | Amalia di Rieneck                      |  |  |                           |  |  |                                        |  |
| Carlo Günther di Schwarzburg-Rudolstadt |                                  | Elisabetta di Isenburg-Büdingen-Ronneburg |                                        |  |  |                           |  |  |                                        |  |
|                                         | Guglielmo I di Nassau-Dillenburg | Giovanni V di Nassau-Dillenburg           |                                        |  |  |                           |  |  |                                        |  |
|                                         | Guglielmo I di Nassau-Dillenburg | Giovanni V di Nassau-Dillenburg           |                                        |  |  |                           |  |  |                                        |  |
|                                         | Guglielmo I di Nassau-Dillenburg | Elisabetta d'Assia-Marburg                |                                        |  |  |                           |  |  |                                        |  |
| Giuliana di Nassau-Dillenburg           | Guglielmo I di Nassau-Dillenburg |                                           |                                        |  |  |                           |  |  |                                        |  |
|                                         |                                  | Giuliana di Stolberg                      | Botho VIII di Stolberg-Wernigerode     |  |  |                           |  |  |                                        |  |
|                                         |                                  | Giuliana di Stolberg                      | Botho VIII di Stolberg-Wernigerode     |  |  |                           |  |  |                                        |  |
|                                         |                                  | Giuliana di Stolberg                      | Anna di Eppstein-Königstein            |  |  |                           |  |  |                                        |  |
|                                         |                                  | Giuliana di Stolberg                      |                                        |  |  |                           |  |  |                                        |  |

## Fonti
- Friedrich Apfelstedt: Das Haus Kevernburg-Schwarzburg von seinem Ursprunge bis auf unsere Zeit: dargestellt in den Stammtafeln seiner Haupt- und Nebenlinien und mit biographischen Notizen über die wichtigsten Glieder derselben, Bertram, Sondershausen, 1890, ISBN 3-910132-29-4
- Horst Fleischer: Die Grafen von Schwarzburg-Rudolstadt: Albrecht VII. bis Albert Anton, Rudolstadt, 2000, ISBN 3-910013-40-6
- Johann Christian August Junghans: Geschichte der schwarzburgischen Regenten, Leipzig, 1821, Online